# Moulsford
Moulsford är en ort och civil parish i Storbritannien.   Den ligger i grevskapet Oxfordshire och riksdelen England, i den södra delen av landet, 70 km väster om huvudstaden London. Moulsford ligger 52 meter över havet och antalet invånare är 526.
Terrängen runt Moulsford är huvudsakligen platt. Moulsford ligger nere i en dal. Runt Moulsford är det ganska tätbefolkat, med 192 invånare per kvadratkilometer. Närmaste större samhälle är Reading, 16,4 km sydost om Moulsford. Trakten runt Moulsford består till största delen av jordbruksmark.